# Négy megkoronázott vértanú
A négy megkoronázott vértanú négy, (illetve más forrásban kilenc) szentként tisztelt vértanú, akik a harmadik század végén szenvedtek vértanúságot.
A szentek két csoportra oszthatóak az ősi hagyomány szerint:
1. Severus (vagy Secundius), Severianus (us), Carpophorus (Carpoforus), Victorinus (Victorius, Vittorinus) – katonák
2. Claudius, Castorius, Symphorian (Simpronian), Nicostratus és Simplicius - kőfaragók

Mivel nevük nem volt ismert haláluk után, ezért tiszteletük úgy terjedt el, hogy a négy megkoronázott vértanú, akik megkapták a vértanúság koronáját. A Catholic Encyclopedia négy vértanúról emlékezik meg, akinek a neve: Claudius, Castor, Simpronianius és Nicostratus volt. A legenda szerint szobrászok és kőfaragók voltak. Diocletianus római császár spalatói (ma: Split) palotájának építésénél dolgoztak, s titokban megkeresztelkedtek. A hagyomány szerint november 8-án szenvedtek el vértanúságot, amikor is megtagadták azt, hogy a gyógyítás istenének Aszklépiosznak a szobrát kifaragják. Egy Lampadius nevű bíró elé kerültek, aki őket megostoroztatta, majd élve egy ólomládába zárva folyóba vetette testüket. Az ólomládát egy Nicomedes nevű ember 40 nappal később kiemelte a folyóból, s a holttesteket házába rejtette el.

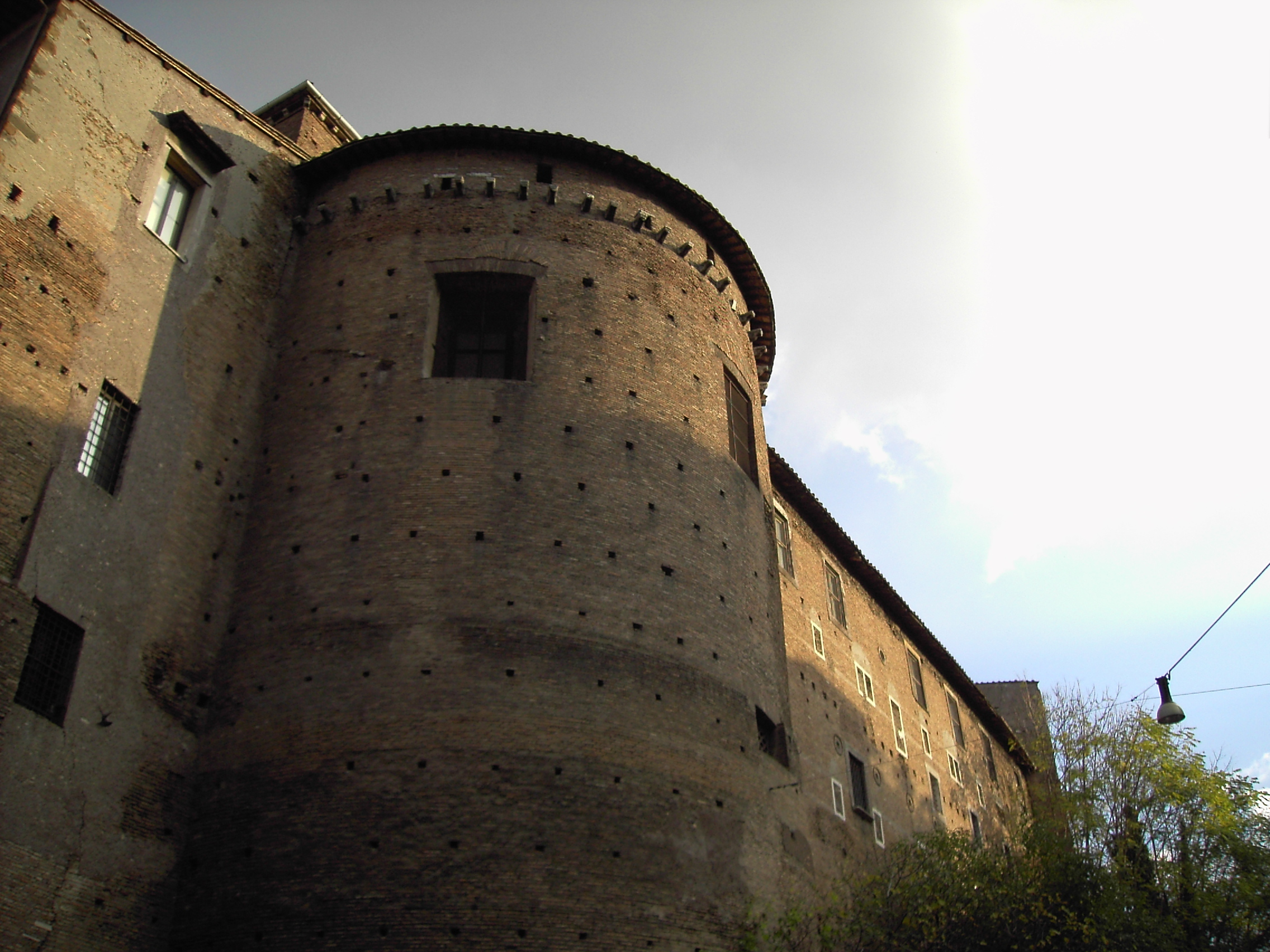
A Négy megkoronázott szentről elnevezett bazilika apszisa

Másik, ezzel összefüggő forrásban a négy szent katona volt, akik a császár parancsa ellenére megtagadták Aszklépiosz előtti áldozást. Ezután a császár őket halálra ostoroztatta és testüket egy mezőre vettette ki. Szent Sebestyén a testeket a Via Labicana mentén eltemette.
Tiszteletük az ötödik században már elterjedt volt. A hatodik században egy Aszklépiosznak szentelt bazilika átalakítása és kereszténnyé tétele után a négy megkoronázott vértanúról lett elnevezve, s az ereklyék is ekkor lettek oda áthelyezve.
Összegezve feltételezhetően két csoportról beszélünk, egy akik Pannónia, s egy akik Itália területén szenvedtek vértanúságot, viszont tiszteletük az évszázadok során összeolvadt. Már a korai középkorban a kőfaragók, építőmesterek patrónusai közé számítottak.
A római martirologiumban a katonák csoportjának ünnepe augusztus 8-án van, a kőfaragóké november 8-ára lett helyezve.
A kőfaragók csoportja egy késő középkori magyar hagyomány szerint Tardoson szenvedtek vértanúhalált. Valószínűbb, hogy a hagyomány Buda 1686-os visszafoglalása után került be a magyar hagyományba. A Mátyás-templomban, a bevándorolt német és olasz kőfaragók és kőművesek oltárt emeltek tiszteletükre.

## Fordítás
- Ez a szócikk részben vagy egészben  a   Four Crowned Martyrs című angol Wikipédia-szócikk fordításán alapul.  Az eredeti cikk szerkesztőit annak laptörténete sorolja fel. Ez a jelzés csupán a megfogalmazás eredetét és a szerzői jogokat jelzi, nem szolgál a cikkben szereplő információk forrásmegjelöléseként.